# Concours Eurovision des jeunes danseurs
Le Concours Eurovision des jeunes danseurs (Eurovision Young Dancers en anglais) est un concours de danse organisé par l'Union européenne de radio-télévision (UER) entre 1985 et 2017. Il a lieu tous les deux ans, en alternance avec le Concours Eurovision des jeunes musiciens et est diffusé à travers toute l'Europe. Depuis sa création, trente-sept pays ont participé au moins une fois au concours, incluant le Kosovo (non-membre de l'UER) et le Canada (continent américain).
Les participants, âgés de 16 à 21 ans, issus des pays membres de l'UER, concourent seul ou en couple en réalisant la danse de leur choix. Les membres du jury professionnel, représentant divers styles de danse (ballet, danse contemporaine, danse moderne), notent chaque performance. Les deux participants récoltant le plus de points accèdent à la finale, dans laquelle le vainqueur est choisi par les jurés.
L'Espagne est le pays ayant remporté le plus de fois le concours avec 5 victoires.

## Histoire
Le Concours Eurovision des jeunes danseurs s'est tenu pour la première fois en 1985 et a lieu tous les deux ans, en alternance avec le Concours Eurovision des jeunes musiciens.
L'édition devant se tenir en 2007 à Lausanne en Suisse est annulée à la suite d'une décision commune de l'UER et du groupe audiovisuel suisse SRG SSR idée suisse, pour permettre au Prix de Lausanne, un concours similaire organisé par le diffuseur suisse, d'avoir lieu.
L'édition 2009 a été annulée, faute d'intérêt des diffuseurs, alors soumis à de fortes restrictions budgétaires en raison de la crise financière de 2008.
En 2017, le concours devait initialement se tenir à La Valette à Malte, mais le télédiffuseur hôte TVM abandonne l'organisation de l'évenement, faisant état de difficultés budgétaires après l'organisation l'année précédente du Concours Eurovision de la chanson junior 2016. La République tchèque est finalement désignée pays hôte de la 16e édition, organisée en décembre 2017.
Par manque d'intérêt d'un diffuseur pour organiser le concours, l'édition 2019 est annulée. Depuis, l'UER a indiqué qu'il n'y avait « pas de plan pour une édition future à ce jour ».

Première version du logo générique, utilisée en 2011 et 2015.
Seconde version du logo générique, utilisée depuis 2017.

## Vainqueurs

### Par année
| Année | Date        | Ville hôte      | Participants | Pays vainqueur     | Vainqueur                                                     | Second           | Troisième              |
| ----- | ----------- | --------------- | ------------ | ------------------ | ------------------------------------------------------------- | ---------------- | ---------------------- |
| 1985  | 16 juin     | Reggio d'Émilie | 11           | Espagne            | Arantxa Argüelles                                             | Norvège          | Suède                  |
| 1987  | 31 mai      | Schwetzingen    | 14           | Danemark           | Rose Gad Poulsen et Nikolaj Hübbe                             | Suisse           | Allemagne              |
| 1989  | 28 juin     | Paris           | 17           | France             | Agnès Letestu (danse contemporaine)                           | Pas de finaliste | Pas de finaliste       |
| 1989  | 28 juin     | Paris           | 17           | Royaume-Uni        | Tetsuya Kumakawa (ballet classique)                           | Pas de finaliste | Pas de finaliste       |
| 1991  | 5 juin      | Helsinki        | 15           | Espagne            | Amaya Iglesias                                                | France           | Danemark               |
| 1993  | 15 juin     | Stockholm       | 15           | Espagne            | Zenaida Yanowsky                                              | Suisse           | Autriche               |
| 1995  | 6 juin      | Lausanne        | 15           | Espagne            | Jesús Pastor Sahuquillo et Ruth Miró Salvador                 | Suède            | Belgique               |
| 1997  | 17 juin     | Gdynia          | 12           | Espagne            | Antonio Carmena San José                                      | Belgique         | Suède                  |
| 1999  | 10 juillet  | Lyon            | 16           | Allemagne          | Stegli Yohan et Katja Wünsche                                 | Suède            | Espagne                |
| 2001  | 23 juin     | Londres         | 18           | Pologne            | David Kupinski et Marcin Kupinski                             | Belgique         | Pays-Bas               |
| 2003  | 4 juillet   | Amsterdam       | 10           | Ukraine            | Jerlin Ndudi (ballet)                                         | Pas de finaliste | Pas de finaliste       |
| 2003  | 4 juillet   | Amsterdam       | 10           | Suède              | Kristina Oom et Sebastian Michanek (danse moderne)            | Pas de finaliste | Pas de finaliste       |
| 2003  | 4 juillet   | Amsterdam       | 10           | République tchèque | Monika Hejduková et Viktor Konvalinka (choix "Jeune" du jury) | Pas de finaliste | Pas de finaliste       |
| 2005  | 24 juin     | Varsovie        | 10           | Pays-Bas           | Milou Nuyens                                                  | Pologne          | Belgique               |
| 2011  | 24 juin     | Oslo            | 10           | Norvège            | Daniel Sarr                                                   | Slovénie         | Pas de troisième place |
| 2013  | 14 juin     | Gdańsk          | 10           | Pays-Bas           | Sedrig Verwoert                                               | Allemagne        | Pas de troisième place |
| 2015  | 19 juin     | Plzeň           | 10           | Pologne            | Viktoria Nowak                                                | Slovénie         | Pas de troisième place |
| 2017  | 16 décembre | Prague          | 8            | Pologne            | Paulina Bidzinska                                             | Slovénie         | Pas de troisième place |

### Par pays

Carte visualisant le nombre de victoires par pays.

| Nombre de victoires | Pays               | Année                        |
| ------------------- | ------------------ | ---------------------------- |
| 5                   | Espagne            | 1985, 1991, 1993, 1995, 1997 |
| 3                   | Pologne            | 2001, 2015, 2017             |
| 2                   | Pays-Bas           | 2005, 2013                   |
| 1                   | Danemark           | 1987                         |
| 1                   | France             | 1989                         |
| 1                   | Royaume-Uni        | 1989                         |
| 1                   | Allemagne          | 1999                         |
| 1                   | République tchèque | 2003                         |
| 1                   | Suède              | 2003                         |
| 1                   | Ukraine            | 2003                         |
| 1                   | Norvège            | 2011                         |